# Verkkosaari (ö i Norra Karelen, Joensuu, lat 62,69, long 31,38)
Verkkosaari är en ö i Finland. Den ligger i sjön Konnukka och Mustikainen och i kommunen Ilomants i den ekonomiska regionen  Joensuu ekonomiska region  och landskapet Norra Karelen, i den sydöstra delen av landet, 400 km nordost om huvudstaden Helsingfors. Öns area är 0,4 hektar och dess största längd är 120 meter i sydväst-nordöstlig riktning.